# Jure Bogdan

Escudo de armas de mons. Jure Bogdan

Jure Bogdan (* 9. noviembre de 1955 en Donji Dolac, Yugoslavia, actualmente Croacia) es un obispo croata, nombrado arzobispo castrense de Croacia por la Iglesia católica.

## Vida
Jure Bogdan comenzó la ordenación sacerdotal el 22 de junio de 1980 en la archidiócesis de Split-Makarska. 
Fue nombrado arzobispo castrense de Croacia el 30 de noviembre de 2015 por el Papa Francisco.